# Bidveststadion
Het Bidveststadion (voorheen Milparkstadion) is een multifunctioneel stadion gelegen in Milpark, Johannesburg in Zuid-Afrika.
Het stadion biedt plaats aan 5.000 toeschouwers en ligt op de campus van de Universiteit van de Witwatersrand.
De vaste bespeler is voetbalclub Wits University FC. Het stadion werd in 2011 gebruikt voor het Afrikaans kampioenschap voetbal onder 20. In juni en juli 2010 werd het complex door het Nederlands voetbalelftal gebruikt als trainingslocatie tijdens het Wereldkampioenschap voetbal 2010.